# روبرت باول (لاعب كريكت)
روبرت باول (8 مايو 1979 - ) (بالإنجليزية: Robert Powell)‏ هو لاعب كريكت بريطاني.